# Methia dubia
Methia dubia là một loài bọ cánh cứng trong họ Cerambycidae.